# Посёлок фермы № 2 совхоза «КИМ»
Фермы № 2 совхоза «КИМ» — посёлок в Спасском районе Татарстана. Входит в состав Кимовского сельского поселения.

## География
Находится в юго-западной части Татарстана на расстоянии 27 км к востоку от районного центра города Болгар.

## История
Основан в 1930-х годах.

## Население
Постоянных жителей было: в 1949 — 59, в 1989 — 186, в 2002—186 (русские 91 %), 175 — в 2010.